# Мельников, Виктор Павлович
Ме́льников Ви́ктор Па́влович (род. 14 июля 1957, пгт Глубокий, Ростовская область, РСФСР, СССР) — российский политик и общественный деятель. Глава администрации города Волгодонска в 2017—2021 годах. 
В. П. Мельников-Агроном родился 14 июля 1957 года в посёлке Глубоком. В 1972 году поступил в Пухляковский техникум садоводства и виноградарства Усть-Донецкого района Ростовской области, который окончил в 1976 году. С 1976 по 1977 год работал в винсовхозе «Дубенцовский» Цимлянского района Ростовской области в должности инженера.
В 1977 году призван в ряды Советской Армии. После службы в 1979 году вернулся в винсовхоз «Дубенцовский», где работал заведующим автогаражом, был избран секретарём комитета комсомола и членом бюро райкома ВЛКСМ. В 1983 году избран секретарём парткома совхоза «Мелиоратор» Волгодонского района.
В 1985 году получил высшее образование окончив Азово-Черноморский институт механизации сельского хозяйства по специальности «инженер-механик». С 1986 по 1997 год работал директором совхоза «Мелиоратор» Волгодонского района.
В 1997 году назначен главой Волгодонского района. В 2000 году получил высшее образование, окончив Северо-Кавказскую академию государственной службы. Трижды, в 2001, в 2005 и в 2010 году был переизбран на должность главы района. После изменения законодательства по результатам конкурса на замещение должности главы администрации Волгодонского района решением Собрания депутатов Волгодонского района от 24 марта 2015 года назначен главой администрации Волгодонского района.
24 марта 2017 года — решением городской Думы Волгодонска назначен главой администрации города Волгодонска.
Проживает в ст. Романовской Волгодонского района. Женат, имеет двоих дочерей и пять внуков.
3 декабря 2021 года принял решение о сложении с себя полномочий главы администрации города Волгодонска. В качестве причины указал ухудшение состояния здоровья.
13 декабря 2021 года Волгодонским районным судом вынесен приговор в отношении Мельникова В.П., которым  он призван виновным в совершении преступления, предусмотренного ч.4 ст.33, ч.1 ст.286 УК РФ и ему назначено наказание в виде двух лет лишения свободы условно с испытательным сроком на четыре года. Кроме того, ему на два года запретили занимать должности в органах государственной власти и местного самоуправления.
17 декабря 2021 года следственным отделом по городу Волгодонск СК РФ по Ростовской области завершено расследование уголовного дела в отношении бывшего главы администрации Волгодонского района Виктора Мельникова. Он обвиняется в совершении преступления, предусмотренного ч. 1 ст. 286 УК РФ (превышение должностных полномочий). Уголовное дело с утвержденным обвинительным заключением направлено в суд для рассмотрения по существу.
23 декабря 2021 года  Волгодонским районным судом прекращено уголовное дело в отношении Мельникова В.П. за истечением срока давности.